# Бодбийская епархия
Бодби́йская епа́рхия (груз. ბოდბის ეპარქია) — епархия Грузинской Православной Церкви на территории Сигнахского муниципалитета. Кафедральных соборов — три: в Сигнахи, во имя великомученика Георгия Победоносца и святой равноапостольной Нины в Бодбе, во имя святого Стефана Первомученика в Тибаани.

## История
Согласно грузинской летописи «Обращение Картли» VII века, епархия была основана в IV веке первым грузинским царём-христианином благоверным Мирианом, воздвигшим церковь на месте погребения святой равноапостольной Нины, просветительницы Грузии, согласно её завещанию, и устроившим здесь кафедру новообразованной епископии.
14 июля 1811 года, в связи с учреждением Грузинского Экзархата Святейшего Синода Бодбийская кафедра была упразднена и наряду с другими епархиями Грузинской Церкви вошла в состав Алавердско-Кахетинской епархии.
Бодбийская епархия была возобновлена в 1925 году после восстановления автокефалии Грузинской Православной Церкви.
Согласно решению поместного собора Грузинской православной церкви от 18-19 сентября 1995 года территория Бодбийской епархии охватывала Сигнахский и Дедоплисцкаройский муниципалитеты Грузии.

## Епископы
- Лазарь (упом. 506)
- Захария (ок. 1556—1560)
- Максим (ок. 1562—1588)
- Василий (1604—1620)
- Арсений (Авалишвили) (1631—1650)
- Евдемон (упом. 1662)
- Матфей (упом. 1669)
- Николай (Цицишвили) (1673—1679)
- Евдемий (Диасамидзе) (1696—1699)
- Захария (Андроникашвили) (1702—1716)
- Онуфрий (Андроникашвили) (1736—1748)
- Иоанн (Джорджадзе) (1746—1760)
- Давид (Вачнадзе) (1761—1780)
- Савва (упом. 1776)
- Даниил (упом. 1782)
- Иоанн (1787—1811)
- Кирилл (Джорджадзе) (1791 — 28 июля 1792)
- Иоанн (Макашвили) (1792 — 14 июля 1811)
- Ефрем (Сидамонидзе) (26 марта — 2 октября 1928)
- Иоанн (Маргишвили) (20 октября 1928 — 13 ноября 1929)
- Димитрий (Иашвили) (1953 — 22 июля 1961)
- Роман (Петриашвили) (28 августа 1967 — 7 октября 1971) в/у
- Давид (Девдариани) (1 июля 1972 — 24 мая 1975) в/у, католикос-патриарх
- Иларион (Самхарадзе) (24 мая 1975 — 27 июля 1978)
- Фаддей (Иорамашвили) (2 августа — 24 декабря 1978)
- Афанасий (Чахвашвили) (24 декабря 1978 — 12 мая 1992)
- Даниил (Датуашвили) (22 мая — 17 октября 1992)
- Давид (Махарадзе) (21 декабря 1992 — 28 августа 1993)
- Афанасий (Чахвашвили) (1 сентября 1993 — 21 октября 1996) 2-й раз
- Феодор (Чуадзе) (27 октября 1996 — 8 октября 1998)
- Николай (Пачуашвили) (8 октября 1998 — 12 октябрь 2001)
- Давид (Тикарадзе) (12 октябрь 2001 — 23 апреля 2013)
- Иаков (Якобашвили) (с 23 апреля 2013)